# Pierre Marie Heude
Pierre Marie Heude (Fougères, 25 de junho de 1836 – Xujiahui, 3 de janeiro de 1902) foi um missionário jesuíta e zoólogo francês.

## Vida
Nascido em Fougères no departamento de Ille-et-Vilaine, Heude tornou-se um jesuíta em 1856 e foi ordenado para o sacerdócio em 1867. Foi para a China em 1868.  Durante os anos seguintes devotou seu tempo e energia para estudos de história natural da Ásia Oriental, viajando através da China e outras partes da Ásia Oriental.
Os primeiros frutos de suas pesquisas dizem respeito aos moluscos: seu Conchyliologie fluviatile de la province de Nanking (et de la Chine centrale) foi publicado em Paris entre 1876 e 1885 em 10 volumes; seu Notes sur le mollusques terrestres de la vallée du Fleuve Bleu pode ser encontrado no primeiro volume de Mémoires concernant l'histoire naturelle de l'Empire Chinois, fundado pelos jesuítas de Xujiahui, Xangai, em 1882. Mais tarde, voltou suas atenções para mamíferos.
Com sua notável coleção de espécimes, ajudou a montar um museu de história natural em Xujiahui em 1868, o primeiro deste tipo na China. (O museu ficou conhecido mais tarde como Museu Heude, mas foi incorporado a outros museus desde a década de 1950.) Continuou seus trabalhos científicos até sua morte em Xujiahui .

## Obras
- Heude P. M. (1875–1885). Conchyliologie fluviatile de la province de Nanking et de la Chine centrale. Paris. 10 volumes. another scan - this whole work is about freshwater bivalves of China (em latim e francês)
- Heude P. M. (1882–1890). "Notes sur les Mollusques terrestres de la vallée du Fleuve Bleu". Mémoires concernant l'histoire naturelle de l'empire chinois par des pères de la Compagnie de Jésus, Mision Catholique, Chang-Hai. (em francês)
  - (1882). 2: 1-88, plates 12-21.
  - (1885). 3: 89-132, plates 22-32.
  - (1890). 4: 125[sic]-188, plates 33-43.